# Kostjantyn Schtepa
Kostjantyn Teodossijowytsch Schtepa (auch Steppa; * 3. Dezemberjul. / 15. Dezember 1896greg. in Lochwyzja, Gouvernement Poltawa, Russisches Kaiserreich; † 19. November 1958 in New York, Vereinigte Staaten) war ein ukrainisch-sowjetischer und amerikanischer Historiker und Universitätsrektor deutscher Abstammung.

## Leben
Kostjantyn Schtepa kam als Sohn eines orthodoxen Priesters mit deutschen Wurzeln in Lochwyzja in der heutigen ukrainischen Oblast Poltawa zur Welt.
Er ging von 1910 bis 1914 in Poltawa ins Priesterseminar und studierte ab 1915 Geschichte an der historisch-philologischen Fakultät der Universität Sankt Petersburg. 1916 wurde er zur Russischen Armee eingezogen und kämpfte zuerst im Ersten Weltkrieg und anschließend in der Weißen Armee im russischen Bürgerkrieg. Nach dem Krieg setzte er sein Studium an der Fakultät für Geschichte und Philologie des Historischen Instituts in Nischyn fort, das er 1922 abschloss und fortan dort zuerst als Dozent, später als Professor lehrte.
1927 promovierte er an der Universität Odessa und ging 1930 nach Kiew. Dort leitete er die Abteilung für Alte Geschichte und des Mittelalters der Universität Kiew. 1934 wurde Schtepa Dekan der Historischen Fakultät der Universität Kiew sowie Mitglied des Kiewer Stadtrates.
Am 18. März 1938 wurde er, im Zuge der Säuberungswelle in der Sowjetunion vom NKWD unter dem Vorwurf der ideologischen Sabotage, antisowjetischer Agitation, der Vorbereitung eines bewaffneten Aufstandes gegen die sowjetische Herrschaft, sowie der Beteiligung an der Vorbereitung von Terrorakten verhaftet, verhört, gefoltert und wegen der Beteiligung an der Vorbereitung eines bewaffneten Aufstandes gegen die Sowjetherrschaft in der Ukraine und der Spionage für Japan verurteilt. Das Urteil wurde 1939 wieder aufgehoben und er konnte seine Ämter weiter führen.
Während der deutschen Besetzung Kiews im Zweiten Weltkrieg war Schtepa Leiter der Abteilung des öffentlichen Bildungswesens, Chefredakteur und von November 1941 bis zu ihrer Schließung 1942 Rektor der Universität Kiew. Vor der Befreiung Kiews durch die Rote Armee verließ er Kiew 1943 und immigrierte nach Westdeutschland. 1950 veröffentlichte er zusammen mit Friedrich Georg Houtermans ein Buch mit dem Titel Russian Purge and The Extraction of Confession, in welchem sie über ihre Erfahrungen in den sowjetischen Gefängnissen berichten. Danach wanderte Schtepa 1952 in die Vereinigten Staaten aus, wo er 1958 in New York starb.